# Iğdır (circonscription électorale)
La circonscription électorale d'Iğdır correspond à la province du même nom et envoie 2 députés à la Grande assemblée nationale de Turquie.

## Composition
La circonscription d'Iğdır est divisée en 4 districts (ilçe). Chaque district est composé d'un chef-lieu et de municipalités (communes et villages).

## Résultats électoraux

### Élections législatives de 2018
| Partis                   | Partis                                        | Voix    | %     | Sièges | +/-           | Élus          |
| ------------------------ | --------------------------------------------- | ------- | ----- | ------ | ------------- | ------------- |
|                          | Parti démocratique des peuples (HDP)          | 41 545  | 44,23 | 1      |               | Habip Eksik   |
|                          | Parti d'action nationaliste (MHP)             | 22 448  | 23,90 | 1      | 1             | Yaşar Karadağ |
|                          | Parti de la justice et du développement (AKP) | 19 466  | 20,72 | 0      | 1             |               |
|                          | Le Bon Parti (İYİ)                            | 5 518   | 5,87  | 0      | Nv.           |               |
|                          | Parti républicain du peuple (CHP)             | 2 669   | 2,84  | 0      | en stagnation |               |
|                          | Parti de la félicité (SP)                     | 1 877   | 2,00  | 0      | en stagnation |               |
|                          | Parti patriote (VATAN)                        | 211     | 0,22  | 0      | en stagnation |               |
|                          | Parti de la cause libre (HÜDA PAR)            | 202     | 0,22  | 0      | en stagnation |               |
|                          |                                               |         |       |        |               |               |
| Total                    | Total                                         | 93 936  | 100   | 2      | en stagnation | -             |
| Inscrits / participation | Inscrits / participation                      | 119 735 | 77,92 |        |               |               |

### Élections législatives de 2023
| Partis                   | Partis                                        | Voix    | %     | Sièges | +/-           | Élus           |
| ------------------------ | --------------------------------------------- | ------- | ----- | ------ | ------------- | -------------- |
|                          | Parti de la gauche verte (YSP)                | 45 735  | 43,50 | 1      | en stagnation | Yılmaz Hun     |
|                          | Parti de la justice et du développement (AKP) | 37 022  | 35,21 | 1      | 1             | Cantürk Alagöz |
|                          | Le Bon Parti (İYİ)                            | 6 913   | 6,57  | 0      | en stagnation |                |
|                          | Parti républicain du peuple (CHP)             | 6 906   | 6,57  | 0      | en stagnation |                |
|                          | Parti d'action nationaliste (MHP)             | 4 998   | 4,75  | 0      | 1             |                |
|                          | Parti de gauche (SOL)                         | 583     | 0,55  | 0      | en stagnation |                |
|                          | Nouveau parti de la prospérité (YRP)          | 502     | 0,48  | 0      | Nv.           |                |
|                          | Parti de la patrie (M)                        | 443     | 0,42  | 0      | Nv.           |                |
|                          | Parti de la justice (AP)                      | 229     | 0,22  | 0      | Nv.           |                |
|                          | Parti de la grande unité (BBP)                | 222     | 0,21  | 0      | en stagnation |                |
|                          | Parti de la mère patrie (ANAP)                | 177     | 0,17  | 0      | en stagnation |                |
|                          | Parti de la justice et de l'unité (AB)        | 172     | 0,16  | 0      | Nv.           |                |
|                          | Parti communiste de Turquie (TKP)             | 145     | 0,14  | 0      | en stagnation |                |
|                          | Parti de l'union du pouvoir (GBP)             | 106     | 0,10  | 0      | Nv.           |                |
|                          | Parti des droits et libertés (HAK)            | 102     | 0,10  | 0      | en stagnation |                |
|                          | Parti des travailleurs de Turquie (TIP)       | 101     | 0,10  | 0      | en stagnation |                |
|                          | Parti de libération du peuple (HKP)           | 88      | 0,08  | 0      | en stagnation |                |
|                          | Parti jeune (GP)                              | 63      | 0,06  | 0      | en stagnation |                |
|                          | Parti patriote (VATAN)                        | 61      | 0,06  | 0      | en stagnation |                |
|                          | Parti de la nation (MP)                       | 57      | 0,05  | 0      | en stagnation |                |
|                          | Mouvement communiste (TKH)                    | 40      | 0,04  | 0      | Nv.           |                |
|                          | Parti de l'innovation (YP)                    | 37      | 0,04  | 0      | Nv.           |                |
|                          | Parti de la route nationale (MYP)             | 34      | 0,03  | 0      | Nv.           |                |
|                          | Parti de la victoire (ZP)                     | 34      | 0,03  | 0      | Nv.           |                |
|                          | Indépendants (Ind.)                           | 372     | 0,35  | 0      | en stagnation |                |
|                          |                                               |         |       |        |               |                |
| Total                    | Total                                         | 105 142 | 100   | 2      | en stagnation | -              |
| Inscrits / participation | Inscrits / participation                      | 133 968 | 79,07 |        |               |                |